# 奧特馬爾斯費爾德格拉本河
49°04′49″N 10°58′07″E / 49.080367°N 10.968733°E
奧特馬爾斯費爾德格拉本河（德語：Ottmarsfelder Graben），是德國的河流，位於該國東南部，由巴伐利亞負責管轄，屬於施瓦本雷扎特河的右支流，河道全長3公里，流域面積4.9平方公里。